# Harpactea heliconia
Harpactea heliconia este o specie de păianjeni din genul Harpactea, familia Dysderidae, descrisă de Brignoli, 1984.
Este endemică în Grecia. Conform Catalogue of Life specia Harpactea heliconia nu are subspecii cunoscute.